# کاخ آبی
کاخ آبی (کره‌ای: 청와대) دفتر اجرایی و اقامتگاه رسمی رئیس کشور کره جنوبی، رئیس‌جمهور کره جنوبی، و در پایتخت این کشور سئول واقع شده‌است. کاخ آبی در واقع مجموعه‌ای از ساختمانهاست که به شیوهٔ معماری سنتی کره‌ای با برخی المان‌های مدرن ساخته شده.
کاخ آبی که در محل باغ سلطنتی پادشاهی چوسان (۱۳۹۲–۱۹۱۰) ساخته شده، امروزه از تالار دفتر اصلی (کره‌ای: 본관; هانجا: 本館), اقامتگاه ریاست جمهوری، کاخ پذیرش دولتی (کره‌ای: 영빈관; هانجا: 迎賓館), the Chunchu-gwan (کره‌ای: 춘추관; هانجا: 春秋館) تالار مطبوعات، و ساختمان‌های دبیرخانه تشکیل شده است. کل ساختمان در حدود ۶۲ جریب است.